# Phaegoptera decrepida
Phaegoptera decrepida är en fjärilsart som beskrevs av Herrich-Schäffer 1855. Phaegoptera decrepida ingår i släktet Phaegoptera och familjen björnspinnare. Inga underarter finns listade i Catalogue of Life.